# Vành đai Taiheiyō
Vành đai Taiheiyō (tiếng Nhật: 太平洋ベルト) hay Vành đai Thái Bình Dương là vùng công nghiệp-đô thị dọc bờ Thái Bình Dương của Nhật Bản, trải dài từ tỉnh Ibaraki đến Fukuoka-Ōta.

## Lịch sử
Trong quy hoạch phát triển đô thị và công nghiệp thời kỳ thập niên 1960, Nhật Bản chú trọng tập trung vào phía bờ biển Thái Bình Dương vì lợi thế vận tải biển và thủy sản. Trước đó ở đây đã có 4 vùng công nghiệp và đô thị lớn. Việc phát triển các khu vực nằm giữa các vùng trên đã tạo nên một hành lang công nghiệp và đô thị liên tục.

## Vành đai công nghiệp
Vành đai Taiheiyō được hình thành bởi sự liên kết của các vùng hội tụ công nghiệp sau đây:
- Vùng công nghiệp ven biển Kashima
- Vùng công nghiệp Keiyō
- Vùng công nghiệp Keihin
- Vùng công nghiệp Tōkai
- Vùng công nghiệp Chūkyō
- Vùng công nghiệp Hanshin
- Vùng công nghiệp ven biển Sakaisenboku
- Vùng công nghiệp ven biển Harima
- Vùng công nghiệp Setouchi
- Vùng công nghiệp Kitakyūshū
- Vùng công nghiệp ven biển Ōta

Ngoài ra, có thể gộp cả một phần của vùng công nghiệp Kitakantō vào.

## Vành đai đô thị hóa
Vành đai này gồm các đô thị lớn sau: thành phố Saitama, thành phố Chiba, khu vực trung tâm của Tokyo, Kawasaki, Yokohama, Sagamihara, thành phố Shizuoka, Hamamatsu, Nagoya, Kyōto, Ōsaka, Sakai, Kobe, thành phố Okayama, thành phố Hiroshima, Kitakyūshū, Fukushima.